# Genius & Friends
Genius & Friends è un album in studio del cantante e musicista statunitense Ray Charles, pubblicato nel 2005, composto principalmente da duetto registrati con diversi artisti tra il 1997 ed il 2005.

## Tracce
1. All I Want to Do - con Angie Stone
2. You Are My Sunshine - con Chris Isaak
3. It All Goes By So Fast - con Mary J. Blige
4. You Were There - con Gladys Knight
5. Imagine - con Ruben Studdard & The Harlem Gospel Singers
6. Compared to What - con Leela James
7. Big Bad Love - con Diana Ross
8. I Will Be There - con Idina Menzel
9. Blame It on the Sun - con George Michael
10. Touch - con John Legend
11. Shout - con Patti LaBelle & The Andraé Crouch Singers
12. Surrender to Love - con Laura Pausini
13. Busted (Live) - con Willie Nelson
14. America the Beautiful - con Alicia Keys